# Награды Кировской области
Награды Кировской области — награды субъекта Российской Федерации учреждённые Правительством Кировской области, согласно Законам Кировской области о наградах Кировской области.
В соответствии с законами, наградами области являются:
- звание «Почётный гражданин Кировской области»;
- почётное звание «Город трудовой славы»;
- почётные знаки Кировской области;
- премия Кировской области;
- премии Правительства Кировской области;
- почётная грамота Правительства Кировской области и благодарственное письмо Правительства Кировской области;
- почётная грамота Законодательного собрания Кировской области и благодарственное письмо Законодательного собрания Кировской области.

Награды Кировской области предназначены для поощрения работников учреждений, организаций и предприятий Кировской области, военнослужащих, сотрудников силовых ведомств, а также иных граждан Российской Федерации и граждан иностранных государств, за заслуги перед Кировской областью.

## Перечень наград

### Высшие награды
| Изображение награды | Наименование награды                                                                                      | Дата учреждения    | Правила награждения | Источник |
| ------------------- | --- | ------------------ | --- | --- |
|                     | Звание «Почётный гражданин Кировской области» --- (Нагрудный знак «Почётный гражданин Кировской области») | 21 июля 1995 года  | Звание «Почётный гражданин Кировской области» учреждено в целях признания выдающихся заслуг граждан перед областью, поощрения личной деятельности, направленной на пользу области, обеспечение её благополучия и процветания. Звание «Почётный гражданин Кировской области» присваивается Законодательным Собранием области персонально гражданам Российской Федерации и иностранным гражданам. Лицу, удостоенному звания, вручается диплом Почётного гражданина Кировской области, нагрудный знак, удостоверение и единовременное денежное вознаграждение в размере 150 минимальных размеров оплаты труда, установленных законодательством Российской Федерации. Лицу, удостоенному звания устанавливается ежемесячная доплата к государственной пенсии в размере 10 минимальных размеров оплаты труда.                            | Закон Кировской области от 21 июля 1995 года "О присвоении звания «Почётный гражданин Кировской области»                                                                                |
|                     | Почётное звание Кировской области «Город трудовой славы»                                                  | 12 марта 2012 года | Почётное звание Кировской области «Город трудовой славы» учреждено в целях увековечения памяти о достижениях тружеников городов Кировской области во время Великой Отечественной войны и в период восстановления разрушенного войной народного хозяйства, в ознаменование вклада городов в победу в Великой Отечественной войне. Звание присваивается городам Кировской области, на территориях которых во время Великой Отечественной войны, а также в период восстановления разрушенного войной народного хозяйства труженики тыла проявили упорство и самоотверженность в труде для обеспечения победы в Великой Отечественной войне и восстановления разрушенного войной народного хозяйства. Условия и порядок присвоения городам Кировской области звания «Город трудовой славы» определяются Губернатором Кировской области. | Закон Кировской области от 12 марта 2012 года № 123-ЗО «О почётном звании Кировской области „Город трудовой славы“»                                                                     |
|                     | Юбилейная медаль «В память 650-летия города Кирова»                                                       | 2 мая 2024 года    | Юбилейная медаль «В память 650-летия города Кирова» вручается представителям предприятий, учреждений, организаций, в том числе СМИ, за весомый вклад в развитие региона, рост инвестиционной привлекательности, за работу, направленную на подготовку к 650-летию города и на повышение узнаваемости Кирова и Кировской области в Российской Федерации. | Закон Кировской области от 02 мая 2024 года № 265-ЗО «О юбилейной медали «В память 650-летия города Кирова»»В Кировской области принят закон о юбилейной медали 650-летия города Кирова |

### Почётные знаки
| Изображение награды | Наименование награды                                           | Дата учреждения       | Правила награждения | Источник |
| ------------------- | -------------------------------------------------------------- | --------------------- | --- | --- |
|                     | Почётный знак «За заслуги перед Кировской областью»            | 8 октября 2007 года   | Почётный знак Кировской области «За заслуги перед Кировской областью» является высшей формой поощрения граждан за выдающиеся заслуги и достижения в экономике, науке, производстве, строительстве, сельском хозяйстве, в подготовке высококвалифицированных кадров, воспитании подрастающего поколения, охране здоровья населения, поддержании законности и правопорядка, государственном управлении и местном самоуправлении, за значительный вклад в развитие культуры, физической культуры и спорта, социальной сферы, улучшение экологии и иные заслуги. | Закон Кировской области от 8 октября 2007 года № 170-ЗО «О почётных знаках Кировской области»                                                               |
|                     | Почётный знак «За милосердие и благотворительность»            | 8 октября 2007 года   | Почётный знак Кировской области «За милосердие и благотворительность» является формой поощрения граждан за проявленное милосердие, плодотворную общественную и благотворительную деятельность, направленную на развитие науки, культуры, искусства, здравоохранения, образования в Кировской области. | Закон Кировской области от 8 октября 2007 года № 170-ЗО «О почётных знаках Кировской области»                                                               |
|                     | Почётный знак «Надежда Кировской области»                      | 8 октября 2007 года   | Почётный знак Кировской области «Надежда Кировской области» является формой поощрения талантливой молодежи в возрасте до 30 лет (включительно), проживающей на территории Кировской области, за выдающиеся успехи в учёбе, науке и технике, спорте, искусстве, производстве и иных сферах общественной жизни. | Закон Кировской области от 8 октября 2007 года № 170-ЗО «О почётных знаках Кировской области»                                                               |
|                     | Почётный знак «Педагогическая слава»                           | 20 июля 2010 года     | Почётный знак «Педагогическая слава» является формой поощрения граждан Российской Федерации, имеющих стаж работы в сфере образования не менее 10 лет и высшую либо первую квалификационную категорию, за высокие и стабильные результаты в организации и совершенствовании образовательного процесса, формировании интеллектуального, культурного и нравственного развития личности; за внедрение в учебный процесс новых технологий обучения, современных форм и методов организации и проведения занятий; за достижения в международных, федеральных, областных образовательных и научно-технических программах, проектах и исследованиях; за успехи в практической подготовке обучающихся, развитии их творческой активности и деятельности. | Постановление Правительства Кировской области от 20 июля 2010 года № 59/329 «О нагрудном знаке „Педагогическая слава“»                                      |
|                     | Почётный знак «За безупречную государственную службу»          | 22 июля 2011 года     | Почётный знак Кировской области «За безупречную государственную службу» является формой поощрения граждан Российской Федерации, замещающих (замещавших) государственные должности Кировской области, должности государственной гражданской службы Кировской области, за многолетнюю (не менее 15 лет), безупречную и эффективную государственную гражданскую службу, за вклад в социально-экономическое развитие Кировской области. | Закон Кировской области от 22 июля 2011 года № 29-30 «О внесении изменений в отдельные законы Кировской области»                                            |
|                     | Почётный знак «За безупречную муниципальную службу»            | 22 июля 2011 года     | Почётный знак Кировской области «За безупречную муниципальную службу» является формой поощрения граждан Российской Федерации, замещающих (замещавших) муниципальные должности, должности муниципальной службы в Кировской области, за многолетнюю (не менее 15 лет), безупречную и эффективную муниципальную службу, за вклад в развитие местного самоуправления. | Закон Кировской области от 22 июля 2011 года № 29-30 «О внесении изменений в отдельные законы Кировской области»                                            |
|                     | Почётный знак «Трудовая слава»                                 | 22 мая 2012 года      | Почётный знак «Трудовая слава» является формой поощрения граждан Российской Федерации, занятых в сфере производства продукции (выполнения работ, оказания услуг), имеющих стаж работы в указанной сфере 10 и более лет, в том числе в занимаемой должности в организации, осуществляющей деятельность в указанной сфере, не менее 5 лет, за безупречную работу, высокий профессионализм и стабильные показатели в труде, эффективное внедрение новых технологий. | Постановление Правительства Кировской области от 22 мая 2012 года № 153/277 «О почётных знаках „Трудовая слава“ и „Трудовая династия“»                      |
|                     | Почётный знак «Трудовая династия»                              | 22 мая 2012 года      | Почётным знаком «Трудовая династия» награждаются трудовые династии Кировской области. Согласно Положению о почётном знаке «Трудовая династия», под трудовой династией рассматриваются члены одной семьи и их близкие родственники в количестве трёх человек и более, занятые в настоящее время или работавшие до выхода на пенсию в одной организации в общей сложности не менее 50 лет. Главой династии признается её представитель, ранее всех начавший трудовую деятельность в организации. | Постановление Правительства Кировской области от 22 мая 2012 года № 153/277 «О почётных знаках „Трудовая слава“ и „Трудовая династия“»                      |
|                     | Почётный знак «Доблесть и усердие»                             | 6 июля 2012 года      | Почётный знак Кировской области «Доблесть и усердие» является формой поощрения граждан Российской Федерации за мужество и отвагу, проявленные при исполнении воинского, служебного или гражданского долга по защите прав и законных интересов граждан, за смелые и решительные действия при спасении людей в условиях чрезвычайных обстоятельств и другие проявления гражданской доблести в условиях, сопряжённых с риском для жизни, а также безупречное исполнение служебных обязанностей и верность служебному долгу. | Закон Кировской области от 06 июля 2012 года № 180-ЗО «О внесении изменений в статью 2 Закона Кировской области „О почётных знаках Кировской области“»      |
|                     | Почётный знак «За вклад в развитие культуры Кировской области» | 22 августа 2014 года  | Почётный знак «За вклад в развитие культуры Кировской области» является формой поощрения граждан Российской Федерации, проживающих на территории Кировской области, внёсших весомый вклад в развитие культуры Кировской области. Почётным знаком поощряются граждане, как правило, имеющие стаж работы в отрасли не менее 15 лет, ранее отмеченные почётной грамотой департамента культуры Кировской области. Почётным знаком не могут быть поощрены лица, имеющие неснятую или непогашенную судимость. Повторное поощрение Почётным знаком не производится. | Постановление Правительства Кировской области от 22 августа 2014 года № 276/569 «О почётном знаке „За вклад в развитие культуры Кировской области“»         |
|                     | Памятный знак «80 лет Кировской области»                       | 15 апреля 2016 года   | Памятный знак вручается гражданам, юридическим лицам, общественным и иным организациям, внесшим значительный вклад в социально-экономическое и культурное развитие Кировской области, в обеспечение духовно-нравственного воспитания населения, в укрепление межнациональных и межконфессиональных отношений, в развитие внешнеэкономических и международных связей, в популяризацию и повышение авторитета Кировской области. | Указ от 15 апреля 2016 года № 92 «Об учреждении памятного знака „80 лет Кировской области“»                                                                 |
|                     | Нагрудный знак «Ветеран труда»                                 | 29 сентября 2022 года | Нагрудный знак «Ветеран труда» вручается проживающим на территории Кировской области лицам, которым присвоены звания «Ветеран труда», «Ветеран труда Кировской области». Выдача нагрудного знака осуществляется органом социальной защиты населения в муниципальном образовании по месту жительства гражданина одновременно с выдачей удостоверения «Ветеран труда», «Ветеран труда Кировской области». Гражданам, которым удостоверения о присвоении званий «Ветеран труда», «Ветеран труда Кировской области», были выданы до момента учреждения нагрудного знака «Ветеран труда», нагрудный знак выдаётся в день их обращения в орган социальной защиты населения в муниципальном образовании по месту жительства.                           | Распоряжение Министерства социального развития Кировской области от 29 сентября 2022 года № 89 «Об утверждении Положения о нагрудном знаке "Ветеран труда"» |

### Премии
| Изображение награды | Наименование награды                   | Дата учреждения   | Правила награждения | Источник                                                                          |
| ------------------- | -------------------------------------- | ----------------- | --- | --------------------------------------------------------------------------------- |
|                     | Премия Кировской области               | 26 июля 2002 года | Премия Кировской области присуждается ежегодно по следующим номинациям: - в области науки и техники; - в области сельского хозяйства; - в области строительства и архитектуры; - в области образования; - в области здравоохранения; - в области литературы и искусства; - в области экологии и охраны природы. Премия ежегодно присуждается десяти номинантам (соискателям). По одной номинации присуждается не более двух премий в размере 50 минимальных размеров оплаты труда каждая. Премии выплачиваются за счёт средств областного бюджета, выделенных на эти цели. | Закон Кировской области от 26 июля 2002 года № 94-ЗО «О Премии Кировской области» |
|                     | Премии Правительства Кировской области | *                 | Правительством Кировской области учреждены и ежегодно присуждаются ряд премий: - литературная премия Правительства Кировской области имени русского поэта Николая Заболоцкого; - премии Правительства Кировской области лучшим педагогическим работникам; - премия Правительства Кировской области имени дважды Героя Социалистического Труда П. А. Прозорова; - премия Правительства Кировской области имени первого земского агронома С. Н. Косарева в области агрономии; - премия Правительства Кировской области для сотрудников органов внутренних дел. Гражданам, удостоенным премий Правительства Кировской области, присваивается звание «Лауреат премии Правительства Кировской области», вручается диплом лауреата установленного образца и денежное вознаграждение. | Перечень премий на сайте Правительства Кировской области                          |

### Почётные грамоты и Благодарственные письма
| Изображение награды | Наименование награды                                                | Дата учреждения      | Правила награждения | Источник |
| ------------------- | ------------------------------------------------------------------- | -------------------- | --- | --- |
|                     | Почётная грамота Правительства Кировской области                    | 16 августа 2012 года | Почётная грамота Правительства Кировской области является формой поощрения за значительный вклад в социально-экономическое развитие области, значительные трудовые и общественные достижения на благо области, а также иные заслуги. Почётной грамотой могут быть награждены граждане Российской Федерации, лица без гражданства, иностранные граждане, имеющие общий трудовой стаж не менее 10 лет в организациях, осуществляющих свою деятельность на территории Кировской области, и стаж работы по последней должности (профессии или специальности) не менее 3 лет, чьи заслуги отмечены документально подтверждёнными поощрениями органов государственной власти, органов местного самоуправления, иных организаций. Почётной грамотой могут быть награждены юридические лица, осуществляющие свою деятельность на территории Кировской области не менее 15 лет. | Положение о Почётной грамоте Правительства Кировской области (утверждено Постановлением № 166/481 от 16 августа 2012 года)               |
|                     | Благодарственное письмо Правительства Кировской области             | 16 августа 2012 года | Благодарственное письмо Правительства Кировской области является формой поощрения за достижения в решении определённых социально-экономических задач области, осуществление конкретных общественно значимых для области дел, выполнение особо важных заданий, способствующих социально-экономическому развитию области, за успешное участие в выставках, конкурсах и иные достижения. Благодарственным письмом могут быть награждены граждане Российской Федерации, лица без гражданства, иностранные граждане, имеющие общий трудовой стаж не менее 5 лет в организациях, осуществляющих свою деятельность на территории Кировской области, и стаж работы по последней должности (профессии или специальности) не менее 2 лет, чьи заслуги отмечены документально подтверждёнными поощрениями органов государственной власти, органов местного самоуправления, иных организаций. Благодарственным письмом могут быть награждены юридические лица, осуществляющие свою деятельность на территории Кировской области не менее 5 лет. | Положение о Благодарственном письме Правительства Кировской области (утверждено Постановлением № 166/481 от 16 августа 2012 года)        |
|                     | Почётная грамота Законодательного собрания Кировской области        | 24 мая 2012 года     | Почётная грамота Законодательного Собрания Кировской области — высшая награда законодательного органа государственной власти Кировской области, является поощрением за активную и плодотворную деятельность на благо Кировской области. Почётной грамотой награждаются граждане и организации, предприятия, учреждения независимо от организационно-правовых форм и форм собственности Российской Федерации, иностранные граждане за значительный вклад в совершенствование законодательства Кировской области, в развитие экономики Кировской области, науки, культуры, искусства, других сфер государственной и общественно значимой деятельности, за заслуги в государственном строительстве, воспитании, просвещении, охране здоровья, жизни и прав граждан, за активное участие в общественной жизни. | Положение о Почётной грамоте Законодательного Собрания Кировской области (утверждено Постановлением № 14/116 от 24 мая 2012 года) ———    |
|                     | Благодарственное письмо Законодательного собрания Кировской области | 24 мая 2012 года     | Благодарственным письмом Законодательного Собрания Кировской области могут быть награждены граждане Российской Федерации, иностранные граждане за заслуги перед Кировской областью в экономике, строительстве, просвещении, культуре, науке, развитии местного самоуправления, совершенствовании законодательства, укреплении законности и правопорядка и за многолетний добросовестный труд в иных сферах деятельности. Благодарственным письмом также могут быть награждены организации, предприятия, учреждения независимо от организационно-правовых форм и форм собственности и общественные объединения за значительный вклад в социально-экономическое развитие Кировской области. | Положение о Благодарственном письме Законодательного Собрания Кировской области (утверждено Постановлением № 14/117 от 24 мая 2012 года) |

## Ведомственные награды
| Изображение награды | Наименование награды                                                                | Дата учреждения | Правила награждения | Источник |
| ------------------- | ----------------------------------------------------------------------------------- | --------------- | --- | --- |
|                     | Почётный знак «За любовь к архивному делу»                                          | 2012 год        | Почётный знак «За любовь к архивному делу» является ведомственной наградой Кировского областного государственного бюджетного учреждения «Государственный архив Кировской области» — одного из старейших и наиболее полных по составу документов региональных архивохранилищ России. Почётный знак вручается работникам безупречно отработавшим в государственном архиве не менее 15 лет. Повторное поощрение Почётным знаком не производится. | Приказ директора КОГБУ «ГАКО» об учреждении почётного знака «За любовь к архивному делу»                                                     |
|                     | Почётный знак «За заслуги в организации выборов»                                    | 2012 год        | Почётным знаком «За заслуги в организации выборов» награждаются от имени избирательной комиссии Кировской области члены Комиссии, работники её Аппарата и образованных при ней организаций, внесшие значительный вклад в организацию и проведение выборов, развитие избирательной системы Кировской области и Российской Федерации. Почётным знаком могут награждаться представители органов государственной власти, органов местного самоуправления, а также средств массовой информации, оказывающие активное содействие и существенную помощь в организации и проведении избирательных кампаний в Кировской области.                                             | Положение о почётном знаке избирательной комиссии Кировской области «За заслуги в организации выборов»                                       |
|                     | Почётные грамоты департаментов и управлений Кировской области                       | *               | Почётные грамоты департаментов и управлений Кировской области вручаются за заслуги в областях поднадзорных соответствующим структурам Кировской области. | Распоряжение от 13 марта 2006 года № 8 «О почётной грамоте департамента сельского хозяйства и продовольствия Кировской области» (как пример) |
|                     | Премии Департамента культуры Кировской области имени выдающихся людей Вятского края | *               | В целях стимулирования деятельности творческих и научных коллективов и поощрения талантливой молодёжи Департаментом культуры Кировской области учреждены ряд премий: - премии для поддержки талантливой молодёжи Кировской области; - премия имени Альберта Лиханова; - Российская литературная премия имени Александра Грина; - премия имени художников Виктора и Аполлинария Васнецовых; - премия имени Михаила Евграфовича Салтыкова-Щедрина; - премия имени Александра Ивановича Герцена; - премии имени выдающихся ученых, исследователей, краеведов. Лицам, удостоенным премий, вручаются дипломы лауреатов установленного образца и денежные вознаграждения. | Перечень премий на сайте Правительства Кировской области                                                                                     |